# Élan Sportif Chalonnais
L'Élan Sportif Chalonnais è una squadra di pallacanestro con sede a Chalon-sur-Saône, città francese situata nel dipartimento della Saona e Loira, nella regione della Borgogna.
Disputa le partite casalinghe al Le Colisée di Chalon-sur-Saône.

## Roster 2023-2024
Aggiornato al 18 agosto 2023.
|    | Naz.                                       | Ruolo | Sportivo            | Anno | Alt. | Peso |  |
| -- | ------------------------------------------ | ----- | ------------------- | ---- | ---- | ---- |  |
| 8  | Francia (bandiera)                         | P     | Antoine Eito        | 1988 | 186  | 83   |  |
| 10 | Francia (bandiera)                         | AP    | Kenny Baptiste      | 2000 | 201  | 90   |  |
| 13 | Francia (bandiera)                         | AG    | Lionel Gaudoux      | 1995 | 198  |      |  |
| 14 | Svezia (bandiera)                          | C     | Mattias Markusson   | 1996 | 220  | 120  |  |
|    | Francia (bandiera)                         | AG    | Olivier Cortale     | 1997 | 207  | 102  |  |
|    | Stati Uniti (bandiera)                     | PG    | Jermaine Love       | 1989 | 191  | 84   |  |
|    | Slovenia (bandiera)                        | P     | Aleksej Nikolić     | 1995 | 191  | 92   |  |
|    | Francia (bandiera) · Montenegro (bandiera) | AP    | Vuk Vučević         | 2002 | 198  | 86   |  |
|    | Stati Uniti (bandiera)                     | G     | Dirk Williams       | 1994 | 198  | 82   |  |
|    | Francia (bandiera)                         | P     | Matthieu Missonnier | 1997 | 188  |      |  |

### Staff tecnico
- Allenatore:  Savo Vučević
- Assistenti:  Maxime Pacquaut,  Benjamin Villeger

## Cestisti
- Philippe Braud 2004-2010
- Étienne Ca 2017-2020

## Palmarès
- Campionato francese: 2

2011-2012, 2016-2017
- Coppa di Francia: 2

2010-2011, 2011-2012
- Semaine des As: 1

2012

### Finali disputate
- Coppa Saporta: 1

2001 vs. Maroussi Atene
- Eurochallenge: 1

2012 vs. Beşiktaş Istanbul
- FIBA Europe Cup: 1

2017 vs. Nanterre 92